# Gibraltar Hardware
Gibraltar Hardware tillverkar hårdvara för trummor och slagverk. De är kända för sina produkters hållbarhet och funktionalitet. Några kända artister som använder Gibraltars hårdvara är Chris Adler (Lamb of god), Rob Bourdon (Linkin park), Thomas Lang (fristående), Karl Brazil (Robbie Williams), Shawn Drover (Megadeth).